# Norman Read
Norman Read (Portsmouth, Inglaterra, 13 de agosto de 1931-Waikato, Nueva Zelanda, 22 de mayo de 1994) fue un atleta neozelandés especializado en la marcha atlética.
Nacido en Inglaterra, emigró a Nueva Zelanda en 1953. Compitió por su país de adopción en los Juegos Olímpicos de Melbourne 1956 en la distancia de 50 km marcha donde ganó la prueba consiguiendo la medalla de oro. En los siguientes Juegos Olímpicos, Roma 1960, compitió en las dos distancias de su especialidad finalizando quinto en los 20 km y no acabando la prueba en los 50 km. Seis años después consiguió una medalla de bronce en la prueba de 20 millas marcha en los Juegos de la Commonwealth, disputados en Kingston (Jamaica).
Fue miembro del panel internacional de jueces de IAAF y participó como tal en los Juegos de la Commonwealth de 1990 celebrados en Auckland, en los Juegos Olímpicos de Barcelona 1992 y en Stuttgart, en el Campeonato Mundial de Atletismo de 1993. También entrenó a varios de los principales marchadores de Nueva Zelanda entre los que cabe destacar a Murray Day y Michael Parker.
Read murió de un ataque al corazón durante una carrera ciclista de veteranos que se disputaba en Waikato el 22 de mayo de 1994. En aquellos momentos era el presidente de la Federación de Atletismo de Nueva Zelanda.